# Nature Astronomy
Nature Astronomy è una rivista scientifica sottoposta a revisione paritaria e pubblicata dalla Nature Portfolio. Il primo numero uscì in stampa nel gennaio 2017, mentre i primi contenuti erano apparsi online nel dicembre 2016. 
Il caporedattore è Paul Woods. Il dottor Woods ha assunto la direzione della rivista nell'aprile 2024, succedendo a May Chiao, che l'aveva lanciata. I redattori fondatori di questa rivista, oltre a May Chiao, erano Paul Woods, Luca Maltagliati e Marios Karouzos.

## Indicizzazione
Gli abstract e gli articoli della rivista sono indicizzati da:
- Astrophysics Data System (ADS)[5]
- Science Citation Index Expanded[6]
- Scopus[7]

Secondo il Journal Citation Reports, nel 2021 Nature Astronomy ha avuto un fattore di impatto pari a 15,647, collocandosi al 5° posto fra 69 riviste della categoria "Astronomia e astrofisica", dietro a quattro riviste di revisione. Nature Astronomy è la principale rivista che pubblica ricerche primarie nei campi dell'astronomia e astrofisica, classificata in base al fattore di impatto.